# Tatepeira
Tatepeira là một chi nhện trong họ Araneidae.